# Rauli
I Rauli (in greco Ῥαούλ?) erano una famiglia aristocratica bizantina di origine normanna, di spicco durante il periodo paleologo. A partire dal XIV secolo furono conosciuti anche come Ral[l]es (Ῥάλ[λ]ης). La forma femminile del nome era Roaulaina (Ῥαούλαινα).

## Origine
L'origine esatta della famiglia è sconosciuta. È stato ipotizzato che sia stata fondata da Rodolfo Peel de Lan, un normanno inviato come ambasciatore presso l'imperatore Niceforo III Botaniate (r. 1078-1081) e che Anna Comnena riporta come "Raoul" nella sua Alessiade. Tuttavia, nessuna fonte menziona una sua defezione ai Bizantini. Un'altra opinione ritiene che Raoul fosse un altro ambasciatore inviato nel 1080, fratello di Ruggero "figlio di Dagoberto", che disertò contemporaneamente ai Bizantini e costrinse anche Raul a fuggire alla corte imperiale.

## Rami
Il primo membro della famiglia compare nel 1108, quando "Umberto, figlio di Graoul [Raoul]", consigliere dell'imperatore Alessio I Comneno (r. 1081-1118) fa parte della delegazione bizantina che firma il Trattato di Devol. La famiglia è meno in vista durante il resto del secolo, anche se era a tutti gli effetti una prospera famiglia di proprietari terrieri, con grandi proprietà in Tracia, e membri dell'aristocrazia imperiale.
Nel 1195, il sebastos Costantino Raulio sostenne l'usurpazione di Alessio III Angelo (1195-1203). Il suo possibile figlio, il protovestiario Alessio Raulo, fu un alto dirigente militare sotto Giovanni III Vataze (r. 1222-1254), ma non fu favorito da Teodoro II Laskaris (r. 1254-1258), che lo privò del titolo e imprigionò i suoi quattro figli. La famiglia si schierò quindi con Michele VIII Paleologo (r. 1259-1282). Questi nominò protovestiario il figlio maggiore di Alessio, Giovanni Raulo Petralife, mentre un altro, Manuele, fu nominato pinkernēs. Manuele e un terzo fratello, Isacco, appoggiarono però il patriarca Arsenio Autoreiano nell'opporsi all'Unione delle Chiese e furono arrestati e accecati. Nel frattempo Giovanni aveva sposato Teodora Paleologa Cantacuzena, che dopo la sua morte si fece monaca e divenne una delle più note letterate di Costantinopoli negli ultimi decenni del XIII secolo. Sotto Andronico II Paleologo (r. 1282-1328), il loro figlio Alessio fu nominato Grande domestico e uno dei suoi figli Megas stratopedarchēs.
Un altro Alessio Raulo fu  Grande domestico dopo il 1333. Manuele Raulo fu uno scrittore e funzionario che trascorse parte della sua carriera nel Despotato di Morea.
La famiglia decadde dopo la metà del XIV secolo, ad eccezione del ramo Moreote, che fiorì e fu attivo fino alla conquista ottomana. I fratelli Tommaso e Giorgio Rallis guidarono una ribellione contro gli Ottomani nel 1458-1460. Altri membri della famiglia accompagnarono la principessa Sofia Palaiologina in Moscovia, dove prestarono servizio come diplomatici.